# Olszak, Tỉnh West Pomeranian
Olszak [ˈɔlʂak] (tiếng Đức: Dreikathen)  là một khu định cư ở khu hành chính của Gmina wieszyno, thuộc quận Koszalin, Tây Pomeranian Voivodeship, ở phía tây bắc Ba Lan. Nó nằm khoảng 3 kilômét (2 mi) về phía đông nam của ieswieszyno, 9 km (6 mi) phía nam Koszalin, và 132 km (82 mi) về phía đông bắc của thủ đô khu vực Szczecin.
Trước năm 1945, khu vực này là một phần của Đức. Đối với lịch sử của khu vực, xem Lịch sử của Pomerania.
Khu định cư có dân số 26 người.